# Дикий ангел (телесериал)
«Ди́кий а́нгел», оригинальное название «Храбрая кукла»  (исп. Muñeca brava) — аргентинский телесериал, созданный в 1998—1999 годах телеканалом Telefe и транслировавшийся более чем в 80 странах мира. Главные роли в сериале исполнили Наталия Орейро и Факундо Арана, которые после выхода сериала стали суперзвёздами, популярными даже за пределами Аргентины.
Сценарий сериала написал Энрике Оскар Торрес, режиссёрами выступили Эрнан Абрахамсон, Гайта Арагона и Виктор Стелла. Первый эпизод был показан в Аргентине 10 октября 1998 года на канале Telefe. Съёмки проходили в основном в Аргентине (Буэнос-Айрес). Хотя некоторые эпизоды были сняты в Италии и Испании.

## Сюжет
В богатую, но измученную семейными распрями семью Федерико Ди Карло (Артуро Мали) попадает юная сиротка, воспитанница церковного прихода — Милагрос, она же Мили (Наталия Орейро). Она влюбляется в сына Федерико — Иво (Факундо Арана), который очень страдает из-за недостатка любви со стороны отца: Федерико прямо сказал, что любит только дочь Викторию (Вероника Виейра). Только мать Иво и Виктории, Луиса (Фернанда Мистраль), её брат Дамиан (Норберто Диас), а также мать Федерико Анхелика Ди Карло (Лидия Ламайсон) знают, в чём причина такого отношения Федерико к сыну.
У Дамиана тоже забот выше крыши — когда-то он оказался виновником автомобильной аварии, в результате которой погибли его жена и невеста его сына, а сам его сын — Пабло (Сегундо Сернадас) — лишился возможности двигаться. Теперь он проводит время в одиночестве и не желает разговаривать с отцом. Мили очень похожа на погибшую невесту Пабло, из-за этого он влюбляется в главную героиню. Вскоре все узнают, что Пабло вовсе не паралитик.
В доме есть ещё одна затворница — Анхелика. Она в обиде на Федерико за то, что тот когда-то предал любимую женщину — Росарио, которая покинула их дом беременной. Брат Росарио, Бернардо (Освальдо Гиди) тоже прекрасно помнит об этом… Вскоре Анхелика узнаёт, что Мили на самом деле и есть её внучка.
Своя, насыщенная событиями жизнь, течёт и у слуг семьи Ди Карло. Это и веселушка Лина (Виктория Онетто), и скромняшка Глория (Габриэла Сари), и вредина Марта (Валерия Лорка), которая крутит шашни с Дамианом. Разумеется, мать Марты Сокорро (Сильвия Байле) от этого совсем не в восторге.
В течение сериала каждый находит свою любовь — Виктория встречается со своим водителем Рокки, а Лина находит общий язык с другом Иво — Бобби (Пабло Новак).
На пути к свадьбе и у главных героев Иво и Мили встречаются препятствия в виде секретарши Андреа (Мариана Ариас) и других девушек, которые жаждут заполучить Иво, а в Милагрос влюбляется очень симпатичный адвокат по имени Серхио (Диего Рамос).
В последних сериях одна из многочисленных (за всё время сериала) девушек Иво — Пилар, будучи не в состоянии смириться с тем, что возлюбленный её бросил, похищает его. Но Иво удаётся спастись, после чего Пилар забирают в психиатрическую лечебницу. Андреа просит прощения у Иво за всё, что натворила. Главные герои женятся.

## Актёры

### В главных ролях
- Наталия Орейро — Милагрос Эспосито  Ди Карло де Миранда (Мили, Чолито, Карлитос, Куколка (как её называла Лина), Чучи (как её называл Иво)
- Факундо Арана — Иво Ди Карло Рапалло Миранда  (блондин, Чучи (как его называла Милагрос)

### Семья Ди Карло
- Артуро Мали — Федерико Ди Карло (отец Милагрос, Вики и отчим Иво)
- Фернанда Мистраль — Луиса Рапалло де Ди Карло (жена Федерико Ди Карло, мать Иво и Вики)
- Вероника Виейра — Виктория «Вики» Ди Карло (дочь Федерико и Луисы, единокровная сестра Мили и единоутробная сестра Иво, жена Рокки)
- Лидия Ламайсон — Донна Анхелика де Ди Карло «Донья» (мать Федерико, бабушка Милагрос и Вики)

### Прислуга семьи Ди Карло
- Марсело Мацарелло — Рокки Морган («птенчик», как его называет Рамон, водитель, муж Виктории)
- Виктория Онетто — Аделина «Лина» де Соло («бабочка», как её назвала Мили, прислуга, подруга Мили, жена Бобби)
- Джино Ренни — Рамон Гарсия Парапучино (садовник, муж Сокорро)
- Освальдо Гиди — Оскар «Бернардо» Авельейра (брат Росарио, дядя Милагрос, дворецкий семьи Ди Карло, жених Марты)
- Габриэла Сари — Глория Эспосито (прислуга, подруга Лины и Мили, жена Чамуко, сестра Гамусы)
- Сильвия Байле — Ампаро Родригес/Сокорро де Гарсия (повариха, Соко, Сокорито, мать Марты, жена Рамона)
- Валерия Лорка — Марта де Гарсия (дочь Сокорро, прислуга, бывшая любовница Дамиана, невеста Бернардо)
- Себастьян Миранда — Карлос «Чамуко» (доставщик еды из супермаркета, младший дворецкий семьи Ди Карло, муж Глории)

### Родственники Луисы
- Норберто Диас — Дамиан Науэль Рапалло (брат Луисы, отец Пабло)
- Сегундо Сернадас — Пабло Рапалло (сын Дамиана, бывший жених Мили)

### Другие
- Диего Рамос — Серхио Коста мл. (адвокат, одно время влюблённый в Милагрос)
- Флоренсия Ортис — Пилар (подруга Виктории, бывшая невеста Иво)
- Мариана Ариас — Андреа Рамос (секретарша Федерико Ди Карло и его любовница, бывшая невеста Иво Ди Карло, крестница Анхелики де Ди Карло)
- Пабло Новак — Альфредо «Бобби» Луис Соло (лучший друг Иво, муж Лины)
- Брайан Карузо — Гамуса (друг Мили, брат Глории)
- Умберто Серрано — Падре Мануэль Миранда (священник, брат Нестора, дядя Иво)
- Пабло Патлис — Факундо Доминик Карузо (парень, притворявшийся потерянным сыном Федерико и внуком Анхелики)
- Патрисия Росас — Лидия (мать Глории)
- Паола Крум — Флоренсия «Флор» Риццо де Ди Карло (Дымка, как она назвалась Иво, бывшая жена Иво)
- Паула Сьеро — Марина Риццо де Рапалло (жена Пабло, сестра Флоренсии и Фабрицио)
- Марита Бальестерос — Росарио «Росси» де Альбертини (женщина, представлявшаяся матерью Милагрос, возлюбленная Дамиана)
- Густаво Гильен — Фабрицио Риццо (Даниэль Брейла, сын Доменико, брат Флоренсии и Марины)
- Родольфо Мачадо — Нестор Миранда (давний возлюбленный Луисы, биологический отец Иво)
- Кони Мариньо — Лаура (новая супруга Нестора Миранда)
- Гого Андреу — Хосе «Дон Пепе» Сималь (хозяин автомастерской, где работали Рамон и Рокки, живёт по соседству с родительским домом Мили, ухажер Анхелики)
- Роберто Фиоре — Густаво Мариас (правая рука Доменико, посаженный отец на свадьбе Пабло и Марины)
- Клаудио Гарофало — детектив
- Давид Масажник — Фернандо (друг Серхио)
- Жасмин Родригес — Жасмин
- Лорена Меритано — Каролина «Каро» Домингес (архитектор на фирме Ди Карло)
- Клаудиа Альбертарио — Ромина (женщина, притворявшаяся сестрой Рокки)
- Фернандо Льоса — Доменико Риццо (отец Флоренсии, Марины и Фабрицио)
- Роберто Антье — Хуан Крус Байгория (бывший жених Виктории Ди Карло)
- Эмилио Барди — Франсиско (отец Гамусы и Глории)
- Хорхе Гарсия Марино — Армандо Освальдо Рипетти (политический деятель, предложивший Федерико стать депутатом)
- Лита Сориано — Клара де Рипетти
- Даниэль Кузнечка — Алехандро
- Исабель Маседо — Анна (подруга Виктории, её личный тренер)
- Эдуардо Нюткевич — Дон Хулио (бандит, помогавший Федерико решать проблемы)
- Вероника Вальфиш — сестра Каталина «Толстушка»

### А также в сериале участвовали
- Габриэль Батистута — играет самого себя
- Клаудия Вильяфанье (в титрах Синьора Марадона)
- Джаннина Марадона
- Дальма Марадона
- Амелия Варгас

## Награды и премии
В 2010 году телесериал «Дикий ангел» занял первое место в народном голосовании рейтинга HOT LIST в номинации «Самый лучший сериал».

## Международный успех
В России первая трансляция прошла с 21 июля 1999 года по 4 августа 2000 года на телеканале РТР. Он имел такую популярность, что потом повторно транслировался ещё пять раз.
С 7 октября 2013 года по 13 июля 2018 года телеканал Ю осуществлял показ сериала.
С 1 февраля по 27 мая 2021 года и с 13 марта 2023 года телеканал Суббота! осуществил показ сериала, с понедельника по пятницу, 15:15, 13:15, 14:45, 15:00 и 18:00.
Первая трансляция сериала в Польше проходила с 29 мая 2000 по 29 мая 2001 на телеканале Polsat.
В Чехии показ сериала проходил с 22 мая 1999 по 10 октября 2000 на канале TV Nova.

## Ремейки
- Anjo Selvagem (Португалия, 2001—2003)
- Al diablo con los guapos (Мексика, 2008)
- La Tayson, corazón rebelde (Перу, 2012)